# 栃木県道75号栃木佐野線
栃木県道75号栃木佐野線（とちぎけんどう75ごう とちぎさのせん）は、栃木県栃木市から佐野市に至る県道（主要地方道）である。

## 概要
栃木市街地から同市皆川地区・小野寺地区を経て佐野市東部の犬伏地区へ至る路線。栃木市皆川から佐野市までは、ほぼ東北自動車道と並行している。
しかしながら、栃木市と佐野市の往来には県道11号栃木藤岡線 - 下都賀西部広域農道 - 県道67号桐生岩舟線と、栃木市大平地域を経由するルートが一般的であり、北へ大きく迂回する形状の本道はどちらかというと裏道という位置づけが強い。
なお、北関東自動車道岩舟JCTが本路線の至近（栃木市岩舟町小野寺）に存在し、途中ジャンクションの下をトンネルで通過する。

### 路線データ
- 総延長：18.371 km[1]
- 実延長：18.332 km[1]
- 起点：栃木県栃木市倭町（倭町交差点 = 栃木県道11号栃木藤岡線交点）
- 終点：栃木県佐野市伊勢山町（伊勢山町交差点 = 栃木県道67号桐生岩舟線・栃木県道270号佐野環状線交点）
- 認定：1994年（平成6年）4月1日

## 歴史
- 1961年（昭和36年）4月1日 - 一般県道栃木田沼線、皆川犬伏線として認定される。
- 1993年（平成5年）5月11日 - 建設省から、県道栃木田沼線の一部・県道皆川犬伏線・県道佐野環状線の一部が栃木佐野線として主要地方道に指定される[2]。
- 1994年（平成6年）4月1日 - 路線変更により栃木田沼線の栃木市街地-皆川城内町間と皆川犬伏線全線をもって主要地方道栃木佐野線として再認定される。栃木田沼線は皆川-田沼間の路線となる。

## 路線状況
栃木市大通りから県道309号栃木環状線（栃木バイパス）と交差するまで（起点 - 終点方向への二輪を除く一方通行区間あり）は道幅が狭い。栃木市皆川および栃木市岩舟町小野寺付近も同様に道幅が狭く、拡幅・バイパス建設工事が行われている。それ以外は普通の片側1車線道路である。

### 別名
- 皆川街道（栃木市街地 - 皆川城内町間）

### 重複区間
- 栃木県道282号中藤岡線（栃木市岩舟町小野寺）
- 栃木県道270号佐野環状線（佐野市犬伏新町 - 伊勢山町交差点間）

### 異常気象時通行規制区間
- 栃木市皆川城内町地内（延長0.5 km）：路面冠水の危険のため、状況判断により通行止め[4]

### 交通量
24時間自動車類交通量（台/日）
- 栃木市泉川町329：10,738
- 栃木市岩舟町小野寺2865：6,156
- 佐野市韮川町603：6,767

## 地理

### 通過する自治体
- 栃木市
- 佐野市

### 交差する道路

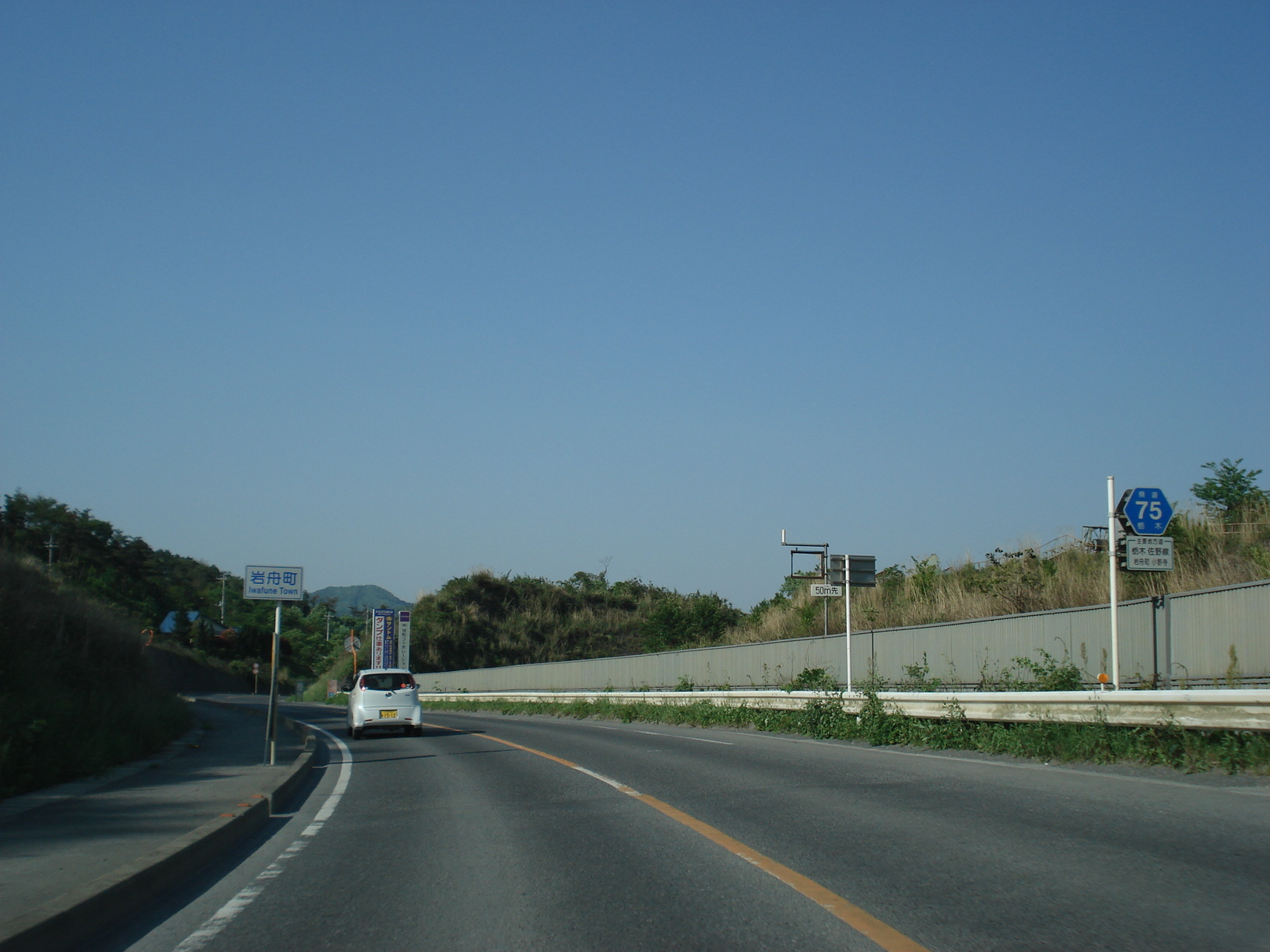
栃木市岩舟町小野寺付近

交差する道路の特記がないものは市道・町道。
| 交差する道路                                           | 交差する道路                                           | 交差点名 | 交差点名             |
| ------------------------------------------------------ | ------------------------------------------------------ | -------- | -------------------- |
| 栃木県道11号栃木藤岡線（蔵の街大通り・日光例幣使街道） | 栃木県道11号栃木藤岡線（蔵の街大通り・日光例幣使街道） | 栃木市   | 倭町                 |
| 栃木県道269号太平山公園線                              | -                                                      | 栃木市   | （祝町地内）         |
| 栃木県道309号栃木環状線（栃木バイパス）                | 栃木県道309号栃木環状線（栃木バイパス）                | 栃木市   | 錦着山入口北         |
| -                                                      | 栃木県道126号栃木葛生線                                | 栃木市   | （皆川城内町地内）   |
|                                                        | 栃木県道282号中藤岡線                                  | 栃木市   | （岩舟町小野寺地内） |
| 栃木県道282号中藤岡線                                  | -                                                      | 栃木市   | （岩舟町小野寺地内） |
|                                                        | -（屈折）                                              | 佐野市   | （犬伏新町地内）     |
| -（屈折）                                              | 栃木県道141号唐沢山公園線 栃木県道270号佐野環状線      | 佐野市   | （犬伏新町地内）     |
| 栃木県道67号桐生岩舟線（旧50号）                       | 栃木県道67号桐生岩舟線（旧50号）                       | 佐野市   | 伊勢山町             |
| 栃木県道270号佐野環状線 佐野新都市方面                 |                                                        |          |                      |